# Navolato, Sinaloa
Navolato är en ort i Mexiko.   Den ligger i kommunen Navolato och delstaten Sinaloa, i den västra delen av landet, 1 100 km nordväst om huvudstaden Mexico City. Navolato ligger 18 meter över havet och antalet invånare är 28 457.
Terrängen runt Navolato är mycket platt. Runt Navolato är det ganska tätbefolkat, med 155 invånare per kvadratkilometer. Navolato är det största samhället i trakten. Omgivningarna runt Navolato är en mosaik av jordbruksmark och naturlig växtlighet.